# مختصر و مفید (آلبوم)
مختصر و مفید (انگلیسی: Short n' Sweet) ششمین آلبوم استودیویی خوانندهٔ آمریکایی سابرینا کارپنتر است. این آلبوم در ۲۳ اوت ۲۰۲۴ به‌وسیلهٔ آیلند رکوردز منتشر شد. مختصر و مفید در وهله‌ی اول آلبومی پاپ و دارای تأثیراتی از کانتری، فولک، دیسکو، بابلگام، راک و آراندبی است و توسط جولیان بونتا، جان رایان، ایان کرک‌پاتریک و جک آنتونوف تهیه شد. این آلبوم به بررسی زندگی عاشقانهٔ کارپنتر و دیدگاه‌های او در رابطه با قرار ملاقات در دههٔ ۲۰۲۰ می‌پردازد. عنوان آن اشاره‌ای به تأثیر عاطفی کوتاه‌ترین روابط عاشقانه کارپنتر و همچنین قد و قامت کوتاه او و مدت زمان کوتاه آلبوم است. کارپنتر گفته که مختصر و مفید دومین آلبوم بالغانهٔ اوست، و احساس می‌کند از زمان انتشار ایمیل‌هایی که نمی‌توانم بفرستم (۲۰۲۲) (نخستین آلبوم او تحت لیبل آیلند رکوردز) سلطهٔ خلاقانه کاملی بر موسیقی خود دارد.
دو تک‌آهنگ اسپرسو» و «پلیز پلیز پلیز» پیش از آلبوم منتشر شدند؛ هر دو در صدر جدول ۲۰۰ آهنگ جهانی بیلبورد قرار گرفتند و کارپنتر را در معرض موفقیت تجاری گسترده‌تری قرار دادند. «اسپرسو» نخستین ترانهٔ نامبروان کارپنتر در جدول تک‌آهنگ‌های بریتانیا بود، در حالی که «پلیز پلیز پلیز» نخستین ترانهٔ نامبروان او در بیلبورد هات ۱۰۰ ایالات متحده بود. سومین تک‌آهنگ «مزه» که پس از آلبوم منتشر شد در بریتانیا به رتبه‌ی اول و در ایالات متحده به رتبه‌ی دوم رسید. مختصر و مفید در ۱۸ کشور از جمله استرالیا، فرانسه، بریتانیا و ایالات متحده در صدر جدول فروش موسیقی قرار گرفت و گواهینامه را در ۱۰ کشور دریافت کرد. "شیمی تخت" به عنوان چهارمین تک‌آهنگ منتشر شد. برای حمایت از آلبوم، کارپنتر در سپتامبر ۲۰۲۴ تور مختصر و مفید را آغاز کرد که اولین تور عرصه حرفه ای او بود.
بلافاصله پس از انتشار، مختصر و مفید نقدهای مثبتی از منتقدان موسیقی دریافت کرد؛ منتقدان اعتماد به‌نفس درون متن ترانه‌ها و خوشایند بودن موسیقی آلبوم را تحسین کردند، اگرچه برخی از آن‌ها به ترانه‌نویسی انتقاد وارد و آن را سودمند و کم‌مخاطره عنوان کردند. «مختصر و مفید» و آهنگ‌های آن هشت نامزدی در شصت و هفتمین مراسم جوایز گرمی، از جمله آلبوم سال، و برنده برای بهترین آلبوم آواز پاپ و بهترین اجرای پاپ تک‌نفره برای "اسپرسو". کارپنتر به یکی از تنها پانزده هنرمند تاریخ تبدیل شد که در هر چهار دسته اصلی رشته عمومی در یک شب نامزد دریافت کردند.  او همچنین یک نسخه لوکس از آلبوم را منتشر کرد که شامل نسخه دوئت "لطفا لطفا لطفا" با دالی پارتن و "زن مشغول" بود.

## فهرست قطعات
| مختصر و مفید نسخه‌ی استاندارد | مختصر و مفید نسخه‌ی استاندارد | مختصر و مفید نسخه‌ی استاندارد                                   | مختصر و مفید نسخه‌ی استاندارد | مختصر و مفید نسخه‌ی استاندارد |
| شماره                        | نام                          | نویسنده(ها)                                                    | تهیه‌کننده(ها)                | مدت                          |
| ---------------------------- | ---------------------------- | -------------------------------------------------------------- | ---------------------------- | ---------------------------- |
| ۱.                           | «مزه»                        | سابرینا کارپنتر ایمی آلن جولیا مایکلز جان رایان ایان کرک‌پاتریک | رایان کرک‌پاتریک جولیان بونتا | ۲:۳۷                         |
| ۲.                           | «لطفاً لطفاً لطفاً»             | کارپنتر آلن جک آنتونوف                                         | آنتونوف                      | ۳:۰۶                         |
| ۳.                           | «لطف‌های خوب»                 | کارپنتر آلن مایکلز رایان بونتا                                 | رایان بونتا                  | ۳:۰۵                         |
| ۴.                           | «تیزترین ابزار»              | کارپنتر آلن آنتونوف                                            | آنتونوف                      | ۳:۳۸                         |
| ۵.                           | «تصادف»                      | کارپنتر آلن مایکلز رایان کرک‌پاتریک                             | رایان کرک‌پاتریک              | ۲:۴۴                         |
| ۶.                           | «شیمی تخت»                   | کارپنتر آلن مایکلز رایان کرک‌پاتریک                             | رایان کرک‌پاتریک              | ۲:۵۱                         |
| ۷.                           | «اسپرسو»                     | کارپنتر آلن استف جونز بونتا                                    | بونتا                        | ۲:۵۵                         |
| ۸.                           | «احمق و شاعرانه»             | کارپنتر آلن مایکلز رایان                                       | رایان                        | ۲:۱۳                         |
| ۹.                           | «اسلیم پیکینز»               | کارپنتر آلن آنتونوف                                            | آنتونوف                      | ۲:۳۲                         |
| ۱۰.                          | «جونو»                       | کارپنتر آلن رایان                                              | رایان                        | ۳:۴۳                         |
| ۱۱.                          | «دروغ به دختران»             | کارپنتر آلن آنتونوف                                            | آنتونوف                      | ۳:۲۲                         |
| ۱۲.                          | «لبخند نزن»                  | کارپنتر آلن جونز رایان بونتا                                   | رایان بونتا                  | ۳:۲۶                         |
| مجموع مدت:                   | مجموع مدت:                   | مجموع مدت:                                                     | مجموع مدت:                   | ۳۶:۱۵                        |

| آهنگ‌های جایزه ‌ی مختصر و مفید نسخه‌ی دلوکس | آهنگ‌های جایزه ‌ی مختصر و مفید نسخه‌ی دلوکس | آهنگ‌های جایزه ‌ی مختصر و مفید نسخه‌ی دلوکس | آهنگ‌های جایزه ‌ی مختصر و مفید نسخه‌ی دلوکس | آهنگ‌های جایزه ‌ی مختصر و مفید نسخه‌ی دلوکس |
| شماره                                    | نام                                      | نویسنده(ها)                              | تهیه‌کننده(ها)                            | مدت                                      |
| ---------------------------------------- | ---------------------------------------- | ---------------------------------------- | ---------------------------------------- | ---------------------------------------- |
| ۱۳.                                      | «۱۵ دقیقه»                               | کارپنتر آلن رایان} بونتا                 | رایان بونتا                              | ۳:۱۱                                     |
| ۱۴.                                      | «لطفا لطفا لطفا (با همکاری دالی پارتن)»  | کارپنتر آلن آنتونوف                      | آنتونوف                                  | ۳:۰۴                                     |
| ۱۵.                                      | «نمیشه اونو سخت‌تر کرد»                   | کارپنتر آلن رایان بونتا                  | رایان بونتا                              | ۲:۵۹                                     |
| ۱۶.                                      | «زن مشغول»                               | آلن آنتونوف                              | آنتونوف                                  | ۳:۰۶                                     |
| ۱۷.                                      | «مرورهای بد»                             | کارپنتر آلن رایان کرک‌پاتریک              | رایان کرک‌پاتریک آنتونوف                  | ۲:۲۱                                     |
| مجموع مدت:                               | مجموع مدت:                               | مجموع مدت:                               | مجموع مدت:                               | ۵۰:۵۷                                    |